# Thria grandis
Thria grandis là một loài bướm đêm trong họ Noctuidae.